# Pesa 120Nb
A PESA 120Nb típusú, 100%-ban alacsony padlós, multicsuklós kialakítású, egy vezetőállásos, egyoldali ajtós kialakítású villamos a PESA 120Na típus Szegedre szállított altípusa. A villamos típusjelét az áttervezést követően módosították.
A 120Nb típusú villamos fő eltérései a 120Na-tól: a kocsiszekrény alakja különbözik (elmarad a lengyel villamosokon jellegzetes alsó behúzás, így a szekrény szélessége 2400 mm), padlókialakítása eltér az első és utolsó ajtó körül, valamint eltérő elektronikus hajtásrendszerrel van felszerelve (a lengyel Medcom berendezések helyett cseh Cegelec konténerekkel van felszerelve).

## Története

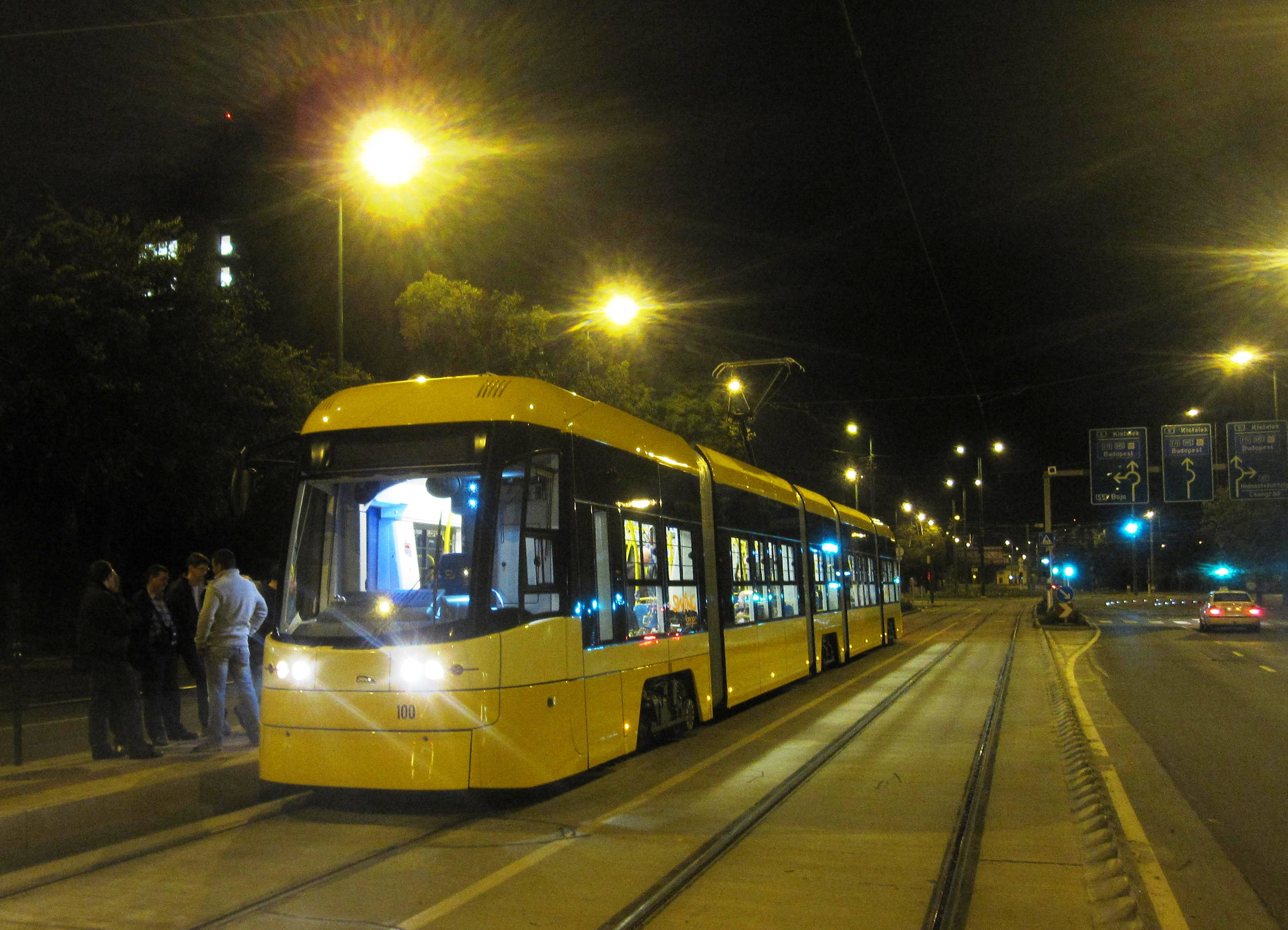
PESA 120Nb villamos első próbaútja Szegeden 2011. október 12-én

A villamos típusból 2009-ben rendelt Szeged Megyei Jogú Város Önkormányzata és a Szegedi Közlekedési Társaság 9 példányt, az Európai Unió támogatásával a Szegeden 2008-tól lebonyolított Szeged Elektromos Közösségi Közlekedés Rekonstrukciója Nagyprojekt részeként. A prototípus járművet 2011. szeptember 30-án szállította le a gyártó. A jármű színtervét 2010-ben szavazásra bocsátotta a polgármesteri hivatal, a nyertes színterv a „napfénysárga” színkombináció lett (RAL 1003 – sárga, RAL 1015 – beige, RAL 9005 – fekete). A kilenc jármű 4,5 milliárd forintba került.
2013. április 29-én visszatérő szoftveres meghibásodások miatt az összeset ideiglenesen kivonták a forgalomból néhány hétre. Azóta a szoftverhibát kijavították, mind üzemel.
.

## Pályaszámok
A prototípus villamos pályaszáma: 90 55 9396 100-6, ebből csak a 9–11. jegyet (100) tüntetik fel a jármű külsején. A sorozat pályaszámai:
- 90 55 9396 100-6 (Érkezett: 2011. 09. 30., vizsga: 2012. 01. 25.)
- 90 55 9396 101-4 (Érkezett: 2012. 01. 30., vizsga: 2012. 02. 20.)
- 90 55 9396 102-2 (Érkezett: 2012. 02. 06., vizsga: 2012. 02. 21.)
- 90 55 9396 103-0 (Érkezett: 2012. 02. 28., vizsga: 2012. 03. 22.)
- 90 55 9396 104-8 (Érkezett: 2012. 03. 24., vizsga: 2012. 03. 29.)
- 90 55 9396 105-5 (Érkezett: 2012. 04. 16., vizsga: 2012. 04. 26.)
- 90 55 9396 106-3 (Érkezett: 2012. 04. 23., vizsga: 2012. 04. 27.)
- 90 55 9396 107-1 (Érkezett: 2012. 05. 18., vizsga: 2012. 05. 31.)
- 90 55 9396 108-9 (Érkezett: 2012. 05. 23., vizsga: 2012. 05. 29.)

## Műszaki leírás
A jármű multicsuklós kialakítású, azaz a forgóvázai csak minimális elfordulásra képesek a felettük lévő kocsiszekrényhez képest. A jármű az ívekbe a négy csukló segítségével áll be. A forgóvázai merevkeretes, kettős rugózási szintű (gumi- és csavarrugók kombinációjából álló), teljes vasúti tengelyes konstrukciók, az első és az utolsó modulban elhelyezkedő hajtott forgóvázakban a motor és a hajtásrendszer középpontosan tükrözött elrendezésben a kerékpárokon kívül helyezkedik el. A tengelyek átvezetése miatt a padlószint a forgóvázak felett megemelkedik. A hagyományos vasúti tengely megkönnyíti a jármű karbantartását, valamint problémamentesebb futást, hosszabb élettartamot biztosít a kerékabroncsoknak.
A jármű két független hajtásrendszerrel rendelkezik, melyek az első és az utolsó modulon helyezkednek el. Egy-egy IGBT alapú hajtáskonténerhez két-két háromfázisú aszinkronmotor tartozik. A középső modulon helyezkedik el az áramszedő, és a hozzá kapcsolódó erősáramú megszakító és védelmi berendezések. A jármű utastéri fűtésrendszerrel és klímaberendezéssel is rendelkezik, a klímaegység a befüggesztett részekre van telepítve.
A jármű vonó-ütköző szerkezete rejtett kialakítású, összecsukható Albertkupplung, a Tatra villamosokon alkalmazott Scharfenbergkupplunggal közdarabon keresztül csatolható.
A jármű alkalmazkodik a szegedi hálózati sajátosságokhoz, így egy oldalt vannak ajtajai, és csak az egyik végén van vezetőállása. A jármű hátsó részén segéd-vezetőpultot alakítottak ki, hátrafelé menetben max. 30 km/h sebességet képes elérni. Ajtajai lengő-toló kialakításúak. Mozgássérült rámpát a Combinokhoz hasonlóan nem építettek be, a Szegeden használt 30 cm magas peronokhoz illeszkedik az ajtókialakításuk. Utasterében két oldalt egysoros üléseket kapott, a mozgáskorlátozottak részére a negyedik ajtónál alakítottak ki helyet. A forgóvázak felett a szekunder rugózás elhelyezkedése miatt az ülések a folyosó felé enyhén elfordítva helyezkednek el. Ablakai nagyobb méretűek a természetes szellőzés megvalósítása érdekében, de a klímaberendezés működtetésekor kulccsal zárhatók.

## Galéria

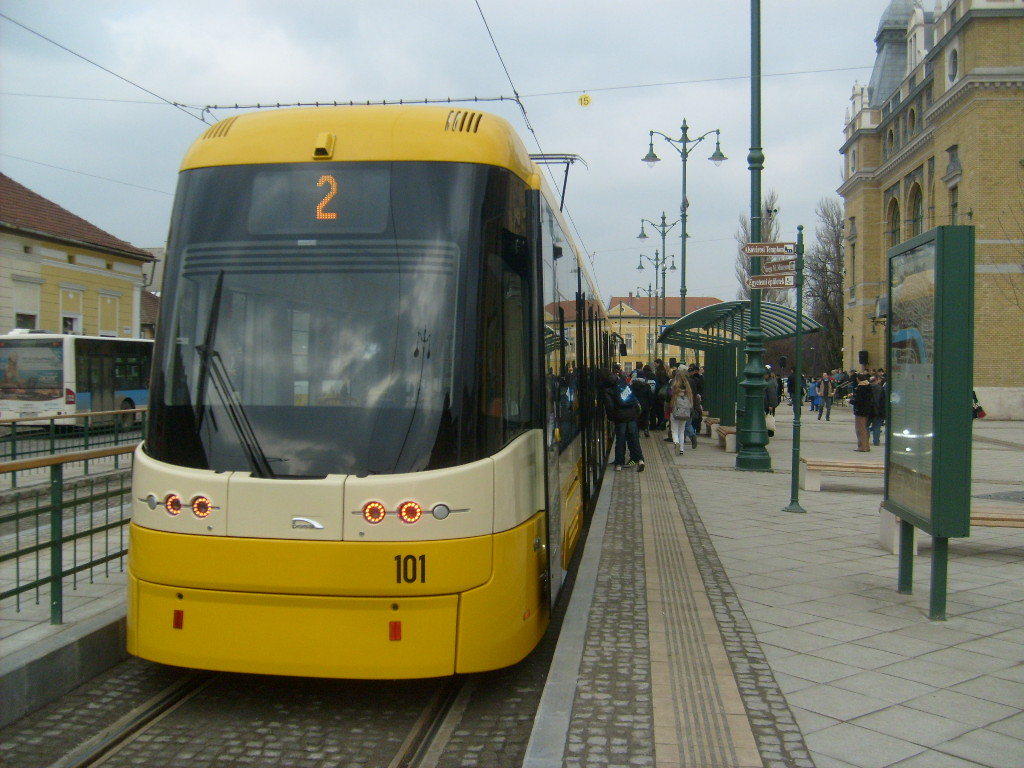
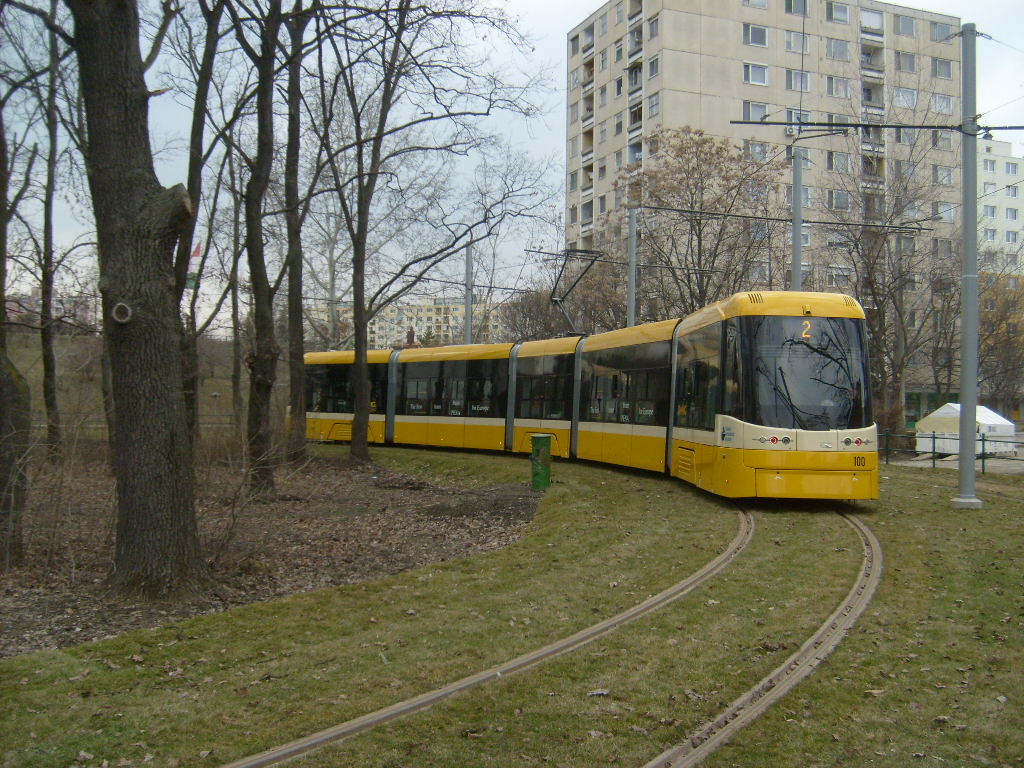
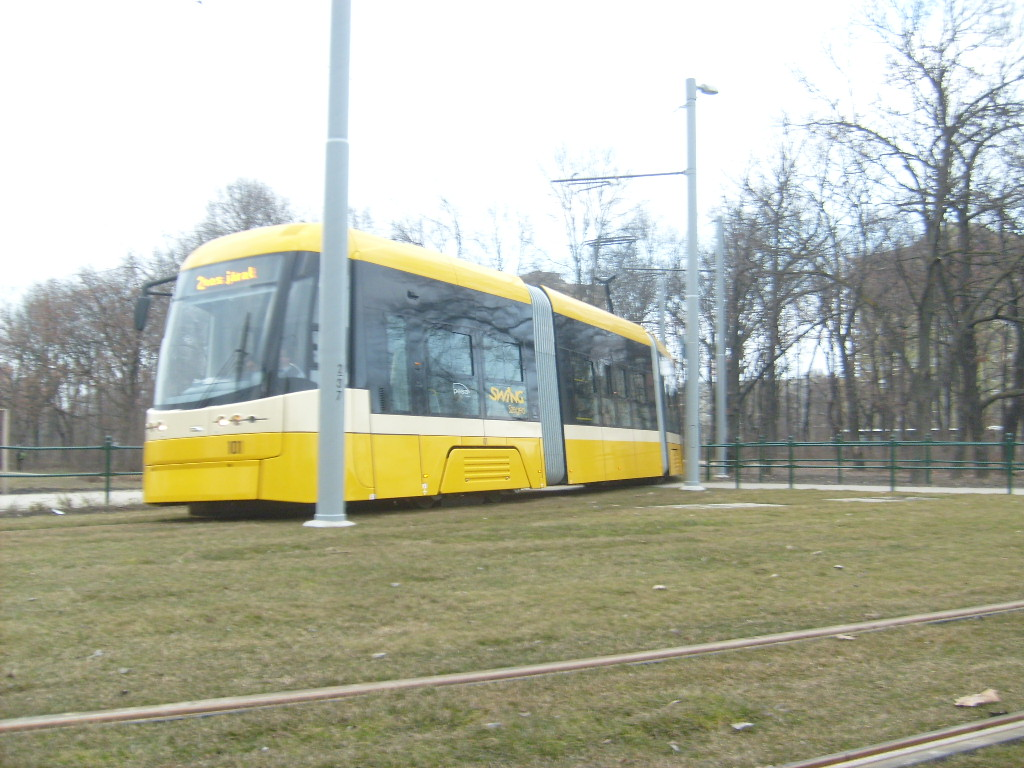
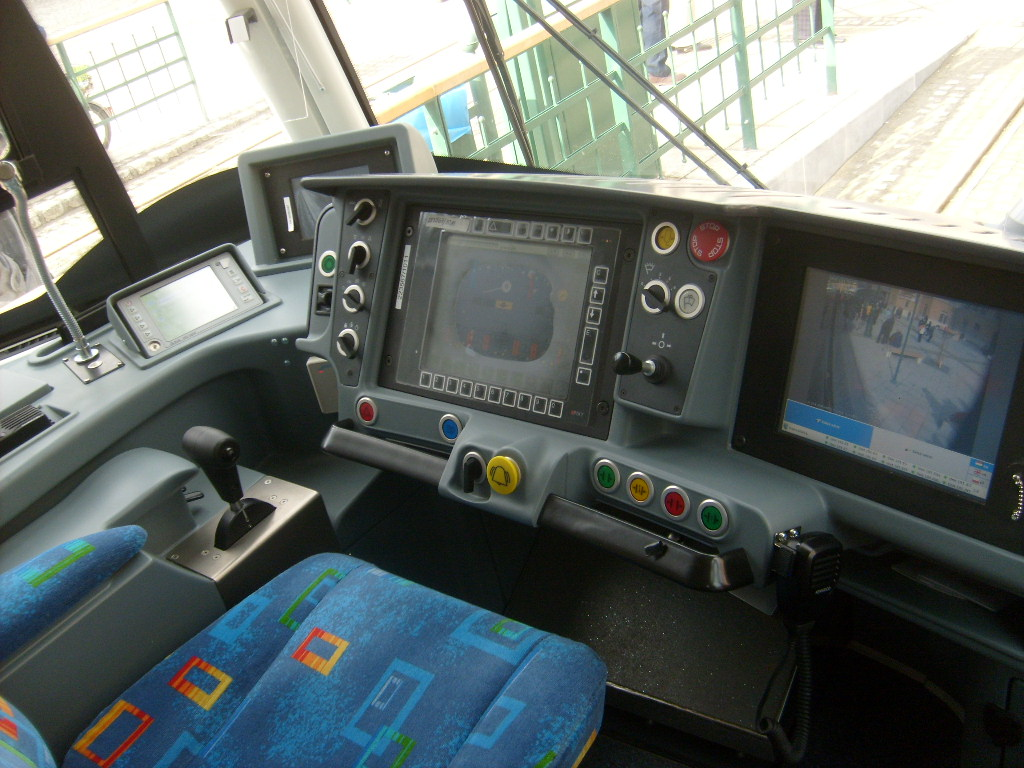
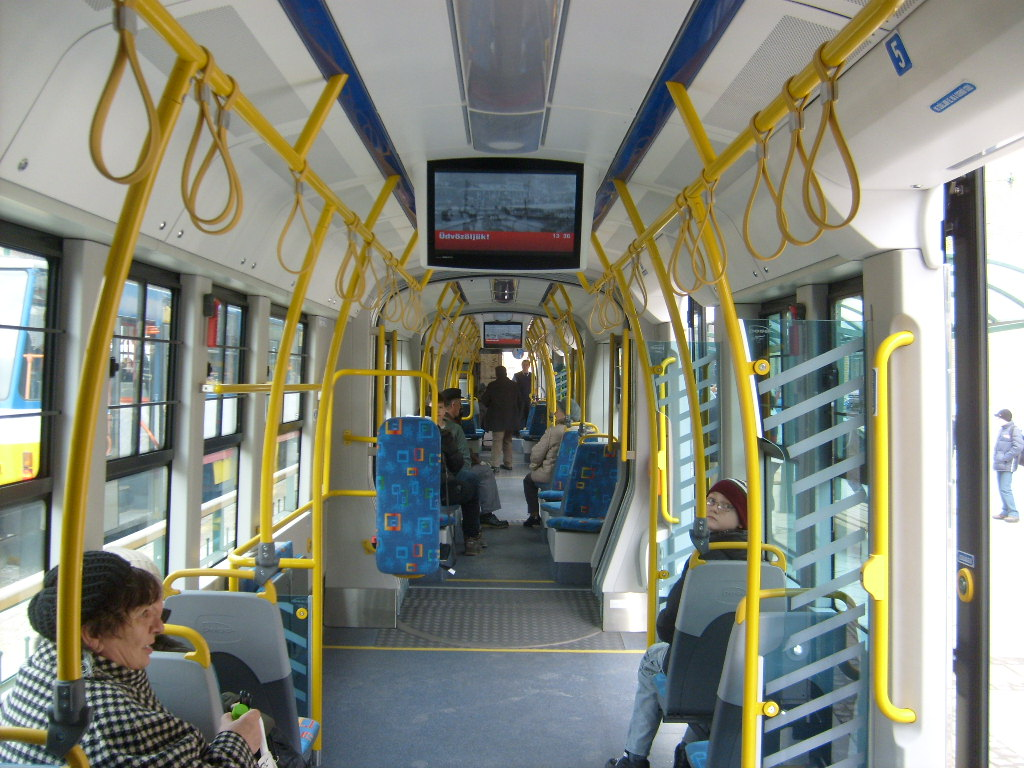